# Småklovningane
Småklovningane est une île norvégienne du comté de Vestland appartenant administrativement à Fedje.

## Description
Il s'agit de trois îlots rocheux et désertiques, à fleur d'eau, s'étendant sur environ 169 m de longueur pour une largeur approximative de 121 m. 